# Torneo de Transición 2017 (Chile)
El Campeonato Nacional de Transición de Primera División de la Asociación Nacional de Fútbol Profesional 2017 o simplemente Campeonato Nacional de Transición Scotiabank 2017 (por razones de patrocinio), fue la edición N.º 101 de este torneo. Fue el segundo torneo del año 2017 de la Primera División de Chile y el único de la temporada 2017. Fue organizado por la Asociación Nacional de Fútbol Profesional de Chile (ANFP).
La única novedad que presentó este torneo, es el regreso de Curicó Unido a la máxima categoría del fútbol chileno, después de 7 años y medio de ausencia, luego de coronarse campeón del Torneo Loto Primera B 2016-17, en reemplazo de Cobresal. El equipo curicano, jugará la máxima categoría del fútbol chileno por segunda vez en su historia, no juega en la Primera División del fútbol chileno desde el año 2009, cuando descendió en la liguilla de promoción tras perder ante San Luis de Quillota por un marcador global de 4-2.

## Sistema de campeonato
Se jugaron 15 fechas, bajo el sistema conocido como todos contra todos, en una sola rueda. En este torneo se observó el sistema de puntos, de acuerdo a la reglamentación de la International Football Association Board, asignándose tres puntos, al equipo que resulte ganador; un punto, a cada uno en caso de empate; y cero punto al perdedor.
El orden de clasificación de los equipos, se determinará en una tabla de cómputo general, de la siguiente manera:
1. Mayor cantidad de puntos
2. Mayor diferencia de goles a favor; en caso de igualdad;
3. Mayor cantidad de goles convertidos; en caso de igualdad;
4. Mayor cantidad de goles de visita marcados; en caso de igualdad;
5. Menor cantidad de tarjetas rojas recibidas; en caso de igualdad;
6. Menor cantidad de tarjetas amarillas recibidas; en caso de igualdad;
7. Sorteo.

En cuanto al campeón del torneo, se definirá de acuerdo al siguiente sistema:
1. Mayor cantidad de puntos obtenidos; en caso de igualdad;
2. Partido de definición en cancha neutral.

En caso de que la igualdad sea de más de dos equipos, esta se dejará reducida a dos clubes, de acuerdo al orden de clasificación de los equipos determinado anteriormente.

## Árbitros
Esta es la lista de todos los árbitros disponibles que podrán dirigir partidos este torneo. Los árbitros que aparecen en la lista, pueden dirigir en las otras dos categorías profesionales, si la ANFP así lo estime conveniente. Las novedades que presentarán este torneo, es que Rafael Troncoso pasará a arbitrar a la Primera B y Patricio Polic se retira del arbitraje, apenas finalizado este torneo.
| Árbitros           | Edad    | Categoría |
| ------------------ | ------- | --------- |
| Cristián Andaur    | 46 años |           |
| Franco Arrué       | 47 años |           |
| Julio Bascuñán     | 47 años |           |
| César Deischler    | 48 años |           |
| Eduardo Gamboa     | 48 años |           |
| Francisco Gilabert | 43 años |           |
| Felipe González    | 45 años |           |
| Angelo Hermosilla  | 46 años |           |
| Héctor Jona        | 43 años |           |
| Piero Maza         | 40 años |           |
| Jorge Osorio       | 47 años |           |
| Patricio Polic     | 52 años |           |
| Christian Rojas    | 49 años |           |
| Roberto Tobar      | 47 años |           |
| Carlos Ulloa       | 49 años |           |

## Equipos participantes

### Equipos por región
| Equipo                    | Región        | Comuna o ciudad          |
| ------------------------- | ------------- | ------------------------ |
| Deportes Iquique          | Tarapacá      | Iquique                  |
| Deportes Antofagasta      | Antofagasta   | Antofagasta              |
| Everton                   | Valparaíso    | Viña del Mar             |
| Santiago Wanderers        | Valparaíso    | Valparaíso               |
| San Luis                  | Valparaíso    | Quillota                 |
| Audax Italiano            | Metropolitana | Santiago (La Florida)    |
| Colo-Colo                 | Metropolitana | Santiago (Macul)         |
| Palestino                 | Metropolitana | Santiago (La Cisterna)   |
| Unión Española            | Metropolitana | Santiago (Independencia) |
| Universidad Católica      | Metropolitana | Santiago (Las Condes)    |
| Universidad de Chile      | Metropolitana | Santiago (Nuñoa)         |
| O'Higgins                 | O'Higgins     | Rancagua                 |
| Curicó Unido              | Maule         | Curicó                   |
| Huachipato                | Biobío        | Talcahuano               |
| Universidad de Concepción | Biobío        | Concepción               |
| Deportes Temuco           | Araucanía     | Temuco                   |

| Audax Italiano Universidad de Chile Colo-Colo Universidad Católica Unión Española Palestino |

## Relevos
| Pos | a Primera División 2017 |
| --- | ----------------------- |
| 1.º | Curicó Unido            |

| Pos  | a Primera B 2017 |
| ---- | ---------------- |
| 16.º | Cobresal         |

## Información
Fecha de actualización: 21 de octubre de 2017
| Equipo                    | Entrenador            | Estadio                          | Capacidad | Marca         | Patrocinador      |
| ------------------------- | --------------------- | -------------------------------- | --------- | ------------- | ----------------- |
| Audax Italiano            | Hugo Vilches          | Bicentenario de La Florida       | 12.000    | Macron        | Traverso          |
| Colo-Colo                 | Pablo Guede           | Monumental                       | 47.000    | Under Armour  | DirecTV           |
| Curicó Unido              | Luis Marcoleta        | La Granja                        | 8.278     | Onefit        | Multihogar        |
| Deportes Antofagasta      | Nicolás Larcamón      | Bicentenario Calvo y Bascuñán    | 21.000    | Cafu          | Escondida         |
| Deportes Iquique          | Erick Guerrero        | Municipal de Cavancha            | 5.500     | Rete          | UNAP              |
| Deportes Temuco           | Dalcio Giovagnoli     | Bicentenario Germán Becker       | 18.500    | Joma          | Rosen             |
| Everton                   | Pablo Sánchez         | Sausalito                        | 23.000    | Pirma         | Fox Sports Chile  |
| Huachipato                | César Vigevani        | Huachipato-CAP Acero             | 10.500    | Mitre         | PF                |
| O'Higgins                 | Gabriel Milito        | El Teniente                      | 15.000    | New Balance   | VTR               |
| Palestino                 | Germán Cavalieri      | Municipal de La Cisterna         | 10.000    | Training      | Bank Of Palestine |
| San Luis                  | Miguel Ramírez        | Lucio Fariña Fernández           | 7.703     | Capelli Sport | PF                |
| Santiago Wanderers        | Nicolás Córdova       | Elías Figueroa Brander           | 21.000    | Macron        | TPS               |
| Unión Española            | Martín Palermo        | Santa Laura Universidad-SEK      | 20.000    | Kappa         | Universidad SEK   |
| Universidad Católica      | Mario Salas           | San Carlos de Apoquindo          | 15.000    | Umbro         | DirecTV           |
| Universidad de Chile      | Ángel Guillermo Hoyos | Nacional Julio Martínez Pradanos | 48.500    | Adidas        | Chevrolet         |
| Universidad de Concepción | Francisco Bozán       | Ester Roa Rebolledo              | 30.500    | KS7           | UdeC              |

Nota: Los técnicos debutantes en este torneo están en cursiva.

#### Cambios de entrenadores
Los entrenadores interinos aparecen en cursiva.
| Equipo           | Entrenador     | Fechas        |
| ---------------- | -------------- | ------------- |
| O'Higgins        | Cristián Arán  | 1             |
| O'Higgins        | John Armijo    | 2 - 3         |
| O'Higgins        | Gabriel Milito | 4 - Presente  |
| Deportes Iquique | Jaime Vera     | 1 - 10        |
| Deportes Iquique | Erick Guerrero | 11 - Presente |

## Clasificación
| Pos. | Equipo                    | Pts. | PJ | G  | E | P  | GF | GC | Dif. |  |
| ---- | ------------------------- | ---- | -- | -- | - | -- | -- | -- | ---- |  |
| 1    | Colo-Colo (C)             | 33   | 15 | 10 | 3 | 2  | 33 | 13 | +20  |  |
| 2    | Unión Española            | 31   | 15 | 9  | 4 | 2  | 18 | 12 | +6   |  |
| 3    | Universidad de Chile      | 30   | 15 | 9  | 3 | 3  | 21 | 18 | +3   |  |
| 4    | Everton                   | 26   | 15 | 7  | 5 | 3  | 24 | 19 | +5   |  |
| 5    | Audax Italiano            | 25   | 15 | 7  | 4 | 4  | 24 | 19 | +5   |  |
| 6    | Deportes Temuco           | 22   | 15 | 5  | 7 | 3  | 15 | 12 | +3   |  |
| 7    | Deportes Antofagasta      | 21   | 15 | 5  | 6 | 4  | 14 | 13 | +1   |  |
| 8    | Curicó Unido              | 18   | 15 | 5  | 3 | 7  | 11 | 14 | −3   |  |
| 9    | San Luis de Quillota      | 18   | 15 | 5  | 3 | 7  | 15 | 20 | −5   |  |
| 10   | Universidad de Concepción | 17   | 15 | 3  | 8 | 4  | 16 | 15 | +1   |  |
| 11   | Universidad Católica      | 16   | 15 | 4  | 4 | 7  | 17 | 19 | −2   |  |
| 12   | Huachipato                | 16   | 15 | 5  | 1 | 9  | 11 | 17 | −6   |  |
| 13   | Santiago Wanderers CC     | 15   | 15 | 2  | 9 | 4  | 16 | 17 | −1   |  |
| 14   | O'Higgins                 | 15   | 15 | 4  | 3 | 8  | 15 | 24 | −9   |  |
| 15   | Palestino                 | 13   | 15 | 3  | 4 | 8  | 18 | 24 | −6   |  |
| 16   | Deportes Iquique          | 9    | 15 | 2  | 3 | 10 | 8  | 20 | −12  |  |

Actualizado a los partidos jugados el 10 de diciembre de 2017.
 Fuente: RSSSF
     Campeón. Clasifica a la Copa Libertadores.
     Clasifica al Duelo de Subcampeones.
     Clasifica a la Copa Sudamericana.

## Evolución
| Equipo / Fecha            | 01 | 02 | 03 | 04 | 05 | 06 | 07 | 08 | 09 | 10 | 11 | 12 | 13 | 14 | 15 |
| ------------------------- | -- | -- | -- | -- | -- | -- | -- | -- | -- | -- | -- | -- | -- | -- | -- |
| Colo-Colo                 | 6  | 3  | 5  | 8  | 6  | 5  | 4  | 3  | 1  | 1  | 2  | 1  | 1  | 1  | 1  |
| Unión Española            | 9  | 4  | 2  | 1  | 1  | 1  | 1  | 1  | 2  | 2  | 1  | 3  | 2  | 2  | 2  |
| Universidad de Chile      | 5  | 2  | 4  | 2  | 5  | 4  | 6  | 6  | 6  | 4  | 3  | 2  | 4  | 3  | 3  |
| Everton                   | 4  | 1  | 1  | 3  | 2  | 2  | 2  | 4  | 4  | 5  | 4  | 4  | 5  | 4  | 4  |
| Audax Italiano            | 3  | 6  | 13 | 6  | 8  | 8  | 5  | 5  | 3  | 6  | 6  | 5  | 3  | 5  | 5  |
| Deportes Temuco           | 1  | 5  | 7  | 9  | 12 | 12 | 9  | 10 | 9  | 8  | 7  | 7  | 7  | 6  | 6  |
| Deportes Antofagasta      | 7  | 12 | 12 | 5  | 3  | 3  | 3  | 2  | 5  | 3  | 5  | 6  | 6  | 7  | 7  |
| Curicó Unido              | 13 | 15 | 15 | 13 | 13 | 13 | 10 | 12 | 12 | 12 | 12 | 12 | 11 | 11 | 8  |
| San Luis de Quillota      | 2  | 9  | 3  | 7  | 4  | 6  | 7  | 7  | 8  | 10 | 10 | 9  | 8  | 8  | 9  |
| Universidad de Concepción | 11 | 11 | 11 | 4  | 7  | 10 | 12 | 8  | 7  | 7  | 9  | 10 | 9  | 9  | 10 |
| Universidad Católica      | 10 | 13 | 14 | 15 | 9  | 9  | 11 | 13 | 10 | 11 | 13 | 13 | 15 | 14 | 11 |
| Huachipato                | 15 | 8  | 9  | 14 | 15 | 14 | 13 | 9  | 11 | 9  | 8  | 8  | 10 | 10 | 12 |
| Santiago Wanderers        | 8  | 10 | 10 | 11 | 10 | 7  | 8  | 11 | 14 | 13 | 11 | 11 | 12 | 13 | 13 |
| O'Higgins                 | 16 | 16 | 16 | 16 | 16 | 16 | 15 | 16 | 16 | 16 | 16 | 15 | 14 | 12 | 14 |
| Palestino                 | 12 | 7  | 8  | 12 | 14 | 15 | 16 | 15 | 13 | 14 | 14 | 14 | 13 | 15 | 15 |
| Deportes Iquique          | 14 | 14 | 6  | 10 | 11 | 11 | 14 | 14 | 15 | 15 | 15 | 16 | 16 | 16 | 16 |

## Resultados
| Fecha 1              | Fecha 1   | Fecha 1                   | Fecha 1                 | Fecha 1     | Fecha 1 |
| Local                | Resultado | Visita                    | Estadio                 | Fecha       | Hora    |
| -------------------- | --------- | ------------------------- | ----------------------- | ----------- | ------- |
| San Luis             | 2-0       | Huachipato                | Lucio Fariña            | 28 de julio | 20:00   |
| Deportes Iquique     | 0-1       | Everton                   | Cavancha                | 29 de julio | 12:00   |
| Curicó Unido         | 0-1       | Universidad de Chile      | La Granja               | 29 de julio | 15:00   |
| Audax Italiano       | 2-1       | Palestino                 | La Florida              | 29 de julio | 18:00   |
| Universidad Católica | 0-0       | Universidad de Concepción | San Carlos de Apoquindo | 29 de julio | 20:30   |
| Santiago Wanderers   | 0-0       | Unión Española            | Elías Figueroa          | 30 de julio | 12:00   |
| Deportes Temuco      | 2-0       | O'Higgins                 | Germán Becker           | 30 de julio | 15:30   |
| Colo-Colo            | 0-0       | Deportes Antofagasta      | Monumental              | 30 de julio | 18:00   |

| Fecha 2                   | Fecha 2   | Fecha 2              | Fecha 2          | Fecha 2     | Fecha 2 |
| Local                     | Resultado | Visita               | Estadio          | Fecha       | Hora    |
| ------------------------- | --------- | -------------------- | ---------------- | ----------- | ------- |
| Universidad de Chile      | 2-1       | Deportes Temuco      | Nacional         | 4 de agosto | 20:00   |
| Palestino                 | 2-1       | Curicó Unido         | La Cisterna      | 5 de agosto | 12:00   |
| Universidad de Concepción | 2-2       | Santiago Wanderers   | Ester Roa        | 5 de agosto | 15:30   |
| Unión Española            | 1-0       | Universidad Católica | Santa Laura      | 5 de agosto | 18:00   |
| Everton                   | 4-0       | San Luis             | Sausalito        | 5 de agosto | 20:30   |
| O'Higgins                 | 1-3       | Colo-Colo            | El Teniente      | 6 de agosto | 12:00   |
| Huachipato                | 2-1       | Audax Italiano       | Huachipato-CAP   | 6 de agosto | 15:30   |
| Deportes Antofagasta      | 0-0       | Deportes Iquique     | Calvo y Bascuñán | 6 de agosto | 18:00   |

| Fecha 3                   | Fecha 3   | Fecha 3              | Fecha 3                 | Fecha 3      | Fecha 3 |
| Local                     | Resultado | Visita               | Estadio                 | Fecha        | Hora    |
| ------------------------- | --------- | -------------------- | ----------------------- | ------------ | ------- |
| O'Higgins                 | 0-2       | Unión Española       | El Teniente             | 11 de agosto | 20:00   |
| Curicó Unido              | 1-1       | Santiago Wanderers   | La Granja               | 12 de agosto | 12:00   |
| Deportes Temuco           | 0-0       | Huachipato           | Germán Becker           | 12 de agosto | 15:30   |
| Universidad Católica      | 1-1       | Everton              | San Carlos de Apoquindo | 12 de agosto | 18:00   |
| San Luis                  | 2-0       | Universidad de Chile | Lucio Fariña            | 13 de agosto | 12:00   |
| Universidad de Concepción | 0-0       | Deportes Antofagasta | Ester Roa               | 13 de agosto | 15:30   |
| Audax Italiano            | 1-3       | Deportes Iquique     | La Florida              | 13 de agosto | 18:00   |
| Palestino                 | 1-1       | Colo-Colo            | La Florida              | 15 de agosto | 16:00   |

| Fecha 4              | Fecha 4   | Fecha 4                   | Fecha 4          | Fecha 4      | Fecha 4 |
| Local                | Resultado | Visita                    | Estadio          | Fecha        | Hora    |
| -------------------- | --------- | ------------------------- | ---------------- | ------------ | ------- |
| Audax Italiano       | 2-1       | Deportes Temuco           | La Florida       | 18 de agosto | 20:00   |
| Santiago Wanderers   | 1-1       | Universidad Católica      | Elías Figueroa   | 19 de agosto | 12:00   |
| Unión Española       | 1-0       | San Luis                  | Santa Laura      | 19 de agosto | 15:30   |
| Deportes Antofagasta | 2-1       | Palestino                 | Calvo y Bascuñán | 19 de agosto | 18:00   |
| Colo-Colo            | 1-2       | Universidad de Concepción | Monumental       | 19 de agosto | 20:30   |
| Deportes Iquique     | 0-1       | Curicó Unido              | Cavancha         | 20 de agosto | 12:00   |
| Everton              | 1-1       | O'Higgins                 | Sausalito        | 20 de agosto | 15:30   |
| Universidad de Chile | 3-2       | Huachipato                | Nacional         | 20 de agosto | 18:00   |

| Fecha 5                   | Fecha 5   | Fecha 5              | Fecha 5                 | Fecha 5      | Fecha 5 |
| Local                     | Resultado | Visita               | Estadio                 | Fecha        | Hora    |
| ------------------------- | --------- | -------------------- | ----------------------- | ------------ | ------- |
| Santiago Wanderers        | 0-0       | Deportes Iquique     | Elías Figueroa          | 25 de agosto | 20:00   |
| Palestino                 | 1-3       | San Luis             | La Cisterna             | 26 de agosto | 12:00   |
| Deportes Temuco           | 0-1       | Everton              | Germán Becker           | 26 de agosto | 15:30   |
| Universidad Católica      | 1-0       | Curicó Unido         | San Carlos de Apoquindo | 26 de agosto | 18:00   |
| Huachipato                | 0-1       | Unión Española       | Huachipato-CAP          | 26 de agosto | 20:30   |
| Colo-Colo                 | 4-1       | Universidad de Chile | Monumental              | 27 de agosto | 12:00   |
| Universidad de Concepción | 1-1       | Audax Italiano       | Ester Roa               | 27 de agosto | 15:30   |
| O'Higgins                 | 0-2       | Deportes Antofagasta | El Teniente             | 27 de agosto | 18:00   |

| Fecha 6              | Fecha 6   | Fecha 6                   | Fecha 6          | Fecha 6          | Fecha 6 |
| Local                | Resultado | Visita                    | Estadio          | Fecha            | Hora    |
| -------------------- | --------- | ------------------------- | ---------------- | ---------------- | ------- |
| Unión Española       | 1-0       | Universidad de Concepción | Santa Laura      | 8 de septiembre  | 20:30   |
| Deportes Iquique     | 1-1       | Colo-Colo                 | Cavancha         | 9 de septiembre  | 12:00   |
| San Luis             | 0-2       | Santiago Wanderers        | Lucio Fariña     | 9 de septiembre  | 15:30   |
| Universidad de Chile | 2-2       | O'Higgins                 | Nacional         | 9 de septiembre  | 18:00   |
| Curicó Unido         | 1-1       | Deportes Temuco           | La Granja        | 9 de septiembre  | 20:30   |
| Audax Italiano       | 2-2       | Universidad Católica      | La Florida       | 10 de septiembre | 12:30   |
| Everton              | 3-1       | Palestino                 | Sausalito        | 10 de septiembre | 15:30   |
| Deportes Antofagasta | 1-0       | Huachipato                | Calvo y Bascuñán | 10 de septiembre | 18:00   |

| Fecha 7                   | Fecha 7   | Fecha 7              | Fecha 7          | Fecha 7          | Fecha 7 |
| Local                     | Resultado | Visita               | Estadio          | Fecha            | Hora    |
| ------------------------- | --------- | -------------------- | ---------------- | ---------------- | ------- |
| Colo-Colo                 | 3-0       | San Luis             | Monumental       | 22 de septiembre | 20:30   |
| Deportes Antofagasta      | 0-0       | Unión Española       | Calvo y Bascuñán | 23 de septiembre | 15:30   |
| Universidad de Chile      | 2-2       | Everton              | Nacional         | 23 de septiembre | 18:00   |
| Universidad de Concepción | 0-1       | Curicó Unido         | Ester Roa        | 23 de septiembre | 20:30   |
| O'Higgins                 | 2-1       | Palestino            | El Teniente      | 24 de septiembre | 12:00   |
| Deportes Temuco           | 1-0       | Universidad Católica | Germán Becker    | 24 de septiembre | 15:30   |
| Santiago Wanderers        | 1-3       | Audax Italiano       | Elías Figueroa   | 24 de septiembre | 18:00   |
| Huachipato                | 1-0       | Deportes Iquique     | Huachipato-CAP   | 24 de septiembre | 20:30   |

| Fecha 8              | Fecha 8   | Fecha 8                   | Fecha 8                 | Fecha 8          | Fecha 8 |
| Local                | Resultado | Visita                    | Estadio                 | Fecha            | Hora    |
| -------------------- | --------- | ------------------------- | ----------------------- | ---------------- | ------- |
| Curicó Unido         | 0-1       | Deportes Antofagasta      | La Granja               | 29 de septiembre | 20:00   |
| Unión Española       | 0-0       | Universidad de Chile      | Santa Laura             | 30 de septiembre | 12:00   |
| Deportes Iquique     | 0-4       | Universidad de Concepción | Cavancha                | 30 de septiembre | 15:30   |
| Huachipato           | 1-0       | Santiago Wanderers        | Huachipato-CAP          | 30 de septiembre | 18:00   |
| San Luis             | 2-1       | O'Higgins                 | Lucio Fariña            | 30 de septiembre | 20:30   |
| Universidad Católica | 0-1       | Colo-Colo                 | San Carlos de Apoquindo | 1 de octubre     | 12:00   |
| Palestino            | 2-2       | Deportes Temuco           | La Cisterna             | 1 de octubre     | 15:30   |
| Audax Italiano       | 3-0       | Everton                   | La Florida              | 1 de octubre     | 18:00   |

| Fecha 9                   | Fecha 9   | Fecha 9              | Fecha 9                 | Fecha 9       | Fecha 9 |
| Local                     | Resultado | Visita               | Estadio                 | Fecha         | Hora    |
| ------------------------- | --------- | -------------------- | ----------------------- | ------------- | ------- |
| Everton                   | 1-1       | Curicó Unido         | Sausalito               | 13 de octubre | 21:00   |
| Deportes Temuco           | 1-1       | San Luis             | Germán Becker           | 14 de octubre | 12:00   |
| Palestino                 | 4-0       | Unión Española       | La Cisterna             | 14 de octubre | 15:30   |
| Deportes Antofagasta      | 0-2       | Universidad de Chile | Calvo y Bascuñán        | 14 de octubre | 18:00   |
| Universidad Católica      | 2-0       | Deportes Iquique     | San Carlos de Apoquindo | 14 de octubre | 20:30   |
| Colo-Colo                 | 2-0       | Santiago Wanderers   | Monumental              | 15 de octubre | 15:30   |
| Universidad de Concepción | 1-0       | Huachipato           | Ester Roa               | 15 de octubre | 18:00   |
| O'Higgins                 | 1-2       | Audax Italiano       | El Teniente             | 15 de octubre | 20:30   |

| Fecha 10                  | Fecha 10  | Fecha 10             | Fecha 10       | Fecha 10      | Fecha 10 |
| Local                     | Resultado | Visita               | Estadio        | Fecha         | Hora     |
| ------------------------- | --------- | -------------------- | -------------- | ------------- | -------- |
| Deportes Iquique          | 0-1       | Deportes Temuco      | Cavancha       | 21 de octubre | 12:00    |
| Huachipato                | 3-1       | Universidad Católica | Huachipato-CAP | 21 de octubre | 15:30    |
| Audax Italiano            | 0-3       | Colo-Colo            | La Florida     | 21 de octubre | 18:00    |
| San Luis                  | 1-3       | Deportes Antofagasta | Lucio Fariña   | 21 de octubre | 20:30    |
| Santiago Wanderers        | 3-3       | Everton              | Elías Figueroa | 22 de octubre | 12:00    |
| Universidad de Concepción | 2-2       | O'Higgins            | Ester Roa      | 22 de octubre | 15:30    |
| Curicó Unido              | 0-1       | Unión Española       | La Granja      | 22 de octubre | 18:00    |
| Universidad de Chile      | 2-1       | Palestino            | Nacional       | 22 de octubre | 20:30    |

| Fecha 11             | Fecha 11  | Fecha 11                  | Fecha 11         | Fecha 11      | Fecha 11 |
| Local                | Resultado | Visita                    | Estadio          | Fecha         | Hora     |
| -------------------- | --------- | ------------------------- | ---------------- | ------------- | -------- |
| Deportes Temuco      | 1-0       | Colo-Colo                 | Germán Becker    | 28 de octubre | 12:00    |
| Palestino            | 0-1       | Huachipato                | La Cisterna      | 28 de octubre | 15:30    |
| Unión Española       | 4-2       | Deportes Iquique          | Santa Laura      | 28 de octubre | 18:00    |
| Curicó Unido         | 1-0       | San Luis                  | La Granja        | 28 de octubre | 20:30    |
| Universidad de Chile | 1-0       | Universidad Católica      | Nacional         | 29 de octubre | 12:00    |
| Everton              | 2-1       | Universidad de Concepción | Sausalito        | 29 de octubre | 15:30    |
| Deportes Antofagasta | 1-1       | Audax Italiano            | Calvo y Bascuñán | 29 de octubre | 18:00    |
| O'Higgins            | 0-3       | Santiago Wanderers        | El Teniente      | 29 de octubre | 18:00    |

| Fecha 12                  | Fecha 12  | Fecha 12             | Fecha 12                | Fecha 12       | Fecha 12 |
| Local                     | Resultado | Visita               | Estadio                 | Fecha          | Hora     |
| ------------------------- | --------- | -------------------- | ----------------------- | -------------- | -------- |
| Universidad de Concepción | 1-1       | Palestino            | Ester Roa               | 3 de noviembre | 20:00    |
| Santiago Wanderers        | 0-1       | Universidad de Chile | Elías Figueroa          | 4 de noviembre | 12:00    |
| Huachipato                | 1-2       | Everton              | Huachipato-CAP          | 4 de noviembre | 15:30    |
| Audax Italiano            | 2-0       | Curicó Unido         | La Florida              | 4 de noviembre | 18:00    |
| Universidad Católica      | 0-2       | San Luis             | San Carlos de Apoquindo | 4 de noviembre | 20:30    |
| Deportes Iquique          | 0-1       | O'Higgins            | Cavancha                | 5 de noviembre | 12:00    |
| Deportes Temuco           | 1-0       | Deportes Antofagasta | Germán Becker           | 5 de noviembre | 15:30    |
| Colo-Colo                 | 5-2       | Unión Española       | Monumental              | 5 de noviembre | 18:00    |

| Fecha 13             | Fecha 13  | Fecha 13                  | Fecha 13         | Fecha 13        | Fecha 13 |
| Local                | Resultado | Visita                    | Estadio          | Fecha           | Hora     |
| -------------------- | --------- | ------------------------- | ---------------- | --------------- | -------- |
| San Luis             | 0-0       | Universidad de Concepción | Lucio Fariña     | 24 de noviembre | 19:30    |
| Palestino            | 1-0       | Deportes Iquique          | La Cisterna      | 25 de noviembre | 12:00    |
| Universidad de Chile | 0-3       | Audax Italiano            | Nacional         | 25 de noviembre | 17:00    |
| O'Higgins            | 3-1       | Universidad Católica      | El Teniente      | 25 de noviembre | 19:30    |
| Curicó Unido         | 1-0       | Huachipato                | La Granja        | 25 de noviembre | 22:00    |
| Everton              | 2-3       | Colo-Colo                 | Sausalito        | 26 de noviembre | 12:00    |
| Deportes Antofagasta | 2-2       | Santiago Wanderers        | Calvo y Bascuñán | 26 de noviembre | 18:00    |
| Unión Española       | 1-1       | Deportes Temuco           | Santa Laura      | 26 de noviembre | 20:30    |

| Fecha 14                  | Fecha 14  | Fecha 14             | Fecha 14                | Fecha 14        | Fecha 14 |
| Local                     | Resultado | Visita               | Estadio                 | Fecha           | Hora     |
| ------------------------- | --------- | -------------------- | ----------------------- | --------------- | -------- |
| O'Higgins                 | 1-0       | Huachipato           | El Teniente             | 30 de noviembre | 20:00    |
| Deportes Iquique          | 2-1       | San Luis             | Cavancha                | 2 de diciembre  | 12:00    |
| Audax Italiano            | 0-2       | Unión Española       | La Florida              | 3 de diciembre  | 17:30    |
| Colo-Colo                 | 3-2       | Curicó Unido         | Monumental              | 3 de diciembre  | 17:30    |
| Universidad de Concepción | 1-3       | Universidad de Chile | Ester Roa               | 3 de diciembre  | 17:30    |
| Everton                   | 1-0       | Deportes Antofagasta | Sausalito               | 3 de diciembre  | 20:30    |
| Universidad Católica      | 4-1       | Palestino            | San Carlos de Apoquindo | 4 de diciembre  | 20:00    |
| Santiago Wanderers        | 1-1       | Deportes Temuco      | Elías Figueroa          | 4 de diciembre  | 20:00    |

| Fecha 15             | Fecha 15  | Fecha 15                  | Fecha 15         | Fecha 15        | Fecha 15 |
| Local                | Resultado | Visita                    | Estadio          | Fecha           | Hora     |
| -------------------- | --------- | ------------------------- | ---------------- | --------------- | -------- |
| Deportes Temuco      | 1-1       | Universidad de Concepción | Germán Becker    | 9 de diciembre  | 12:00    |
| Huachipato           | 0-3       | Colo-Colo (C)             | Ester Roa        | 9 de diciembre  | 17:30    |
| Universidad de Chile | 1-0       | Deportes Iquique          | Nacional         | 9 de diciembre  | 17:30    |
| Unión Española       | 2-0       | Everton                   | Santa Laura      | 9 de diciembre  | 17:30    |
| San Luis             | 1-1       | Audax Italiano            | Lucio Fariña     | 9 de diciembre  | 21:00    |
| Deportes Antofagasta | 2-4       | Universidad Católica      | Calvo y Bascuñán | 10 de diciembre | 12:30    |
| Palestino            | 0-0       | Santiago Wanderers        | La Cisterna      | 10 de diciembre | 17:00    |
| Curicó Unido         | 1-0       | O'Higgins                 | La Granja        | 10 de diciembre | 17:00    |

## Campeón
| Huemul de plata               |
| Campeón Colo-Colo 32.º título |
|                               |

## Copa Libertadores
| Equipo                    | Clasificado | Vía                                       |
| ------------------------- | ----------- | ----------------------------------------- |
| Colo-Colo                 | Chile 2     | 1.º de la Liga                            |
| Santiago Wanderers        | Chile 3     | Campeón de la Copa Chile 2017             |
| Universidad de Concepción | Chile 4     | Ganador de la Definición Pre-Libertadores |

## Copa Sudamericana
| Equipo          | Clasificado | Vía                                        |
| --------------- | ----------- | ------------------------------------------ |
| Unión Española  | Chile 1     | Perdedor de la Definición Pre-Libertadores |
| Everton         | Chile 2     | 4.º de la Liga                             |
| Audax Italiano  | Chile 3     | 5.º de la Liga                             |
| Deportes Temuco | Chile 4     | 6.º de la Liga                             |

## Definición Pre-Libertadores 2017
A este partido clasificaron Universidad de Concepción y Unión Española por ser el tercer lugar del Torneo Clausura 2017 y segundo lugar del Torneo de Transición 2017 respectivamente. El ganador de la llave clasifica a Copa Libertadores 2018, y el perdedor a Copa Sudamericana 2018.
|  | Universidad de Concepción | 1-0 | Unión Española |  | Ester Roa Rebolledo | Jorge Osorio | 13 de diciembre | 20:00 | CDF HD |

|  | Unión Española | 1-2 | Universidad de Concepción |  | Santa Laura Universidad-SEK | Roberto Tobar | 20 de diciembre | 20:00 | CDFHD |

## Tabla de descenso
| Pos. | Equipos                   | Promedio | 2016-17 | 2017 | Total | PJ |
| ---- | ------------------------- | -------- | ------- | ---- | ----- | -- |
| 1.   | Colo-Colo                 | 1,889    | 52      | 33   | 85    | 45 |
| 2.   | Universidad de Chile      | 1,800    | 51      | 30   | 81    | 45 |
| 3.   | Unión Española            | 1,778    | 49      | 31   | 80    | 45 |
| 4.   | Universidad Católica      | 1,556    | 54      | 16   | 70    | 45 |
| 5.   | O'Higgins                 | 1,400    | 48      | 15   | 63    | 45 |
| 6.   | Audax Italiano            | 1,378    | 37      | 25   | 62    | 45 |
| 7.   | Everton                   | 1,378    | 36      | 26   | 62    | 45 |
| 8.   | Deportes Temuco           | 1,333    | 38      | 22   | 60    | 45 |
| 9.   | Deportes Iquique          | 1,311    | 50      | 9    | 59    | 45 |
| 10.  | Deportes Antofagasta      | 1,289    | 37      | 21   | 58    | 45 |
| 11.  | San Luis de Quillota      | 1,267    | 39      | 18   | 57    | 45 |
| 12.  | Universidad de Concepción | 1,222    | 38      | 17   | 55    | 45 |
| 13.  | Curicó Unido              | 1,200    | —       | 18   | 18    | 15 |
| 14.  | Huachipato                | 1,156    | 36      | 16   | 52    | 45 |
| 15.  | Palestino                 | 1,066    | 35      | 13   | 48    | 45 |
| 16.  | Santiago Wanderers        | 1,022    | 31      | 15   | 46    | 45 |

     Disputará partido de ida y vuelta ante el ganador del duelo por el ascenso de la Primera B.

## Evolución de la tabla de descenso
| Equipo / Fecha            | 01 | 02 | 03 | 04 | 05 | 06 | 07 | 08 | 09 | 10 | 11 | 12 | 13 | 14 | 15 |
| ------------------------- | -- | -- | -- | -- | -- | -- | -- | -- | -- | -- | -- | -- | -- | -- | -- |
| Colo-Colo                 | 3  | 2  | 2  | 3  | 2  | 2  | 2  | 1  | 1  | 1  | 1  | 1  | 1  | 1  | 1  |
| Universidad de Chile      | 2  | 1  | 1  | 1  | 4  | 4  | 3  | 3  | 3  | 3  | 3  | 2  | 2  | 2  | 2  |
| Unión Española            | 4  | 4  | 4  | 2  | 1  | 1  | 1  | 2  | 2  | 2  | 2  | 3  | 3  | 3  | 3  |
| Universidad Católica      | 1  | 3  | 3  | 4  | 3  | 3  | 4  | 4  | 4  | 4  | 4  | 4  | 4  | 4  | 4  |
| O'Higgins                 | 6  | 6  | 6  | 6  | 6  | 7  | 6  | 7  | 8  | 7  | 10 | 9  | 6  | 5  | 5  |
| Audax Italiano            | 9  | 10 | 12 | 10 | 11 | 11 | 10 | 9  | 6  | 8  | 8  | 6  | 5  | 7  | 6  |
| Everton                   | 10 | 7  | 8  | 8  | 8  | 6  | 7  | 8  | 9  | 9  | 6  | 5  | 7  | 6  | 7  |
| Deportes Temuco           | 8  | 9  | 9  | 12 | 12 | 12 | 11 | 12 | 12 | 12 | 9  | 8  | 9  | 9  | 8  |
| Deportes Iquique          | 5  | 5  | 5  | 5  | 5  | 5  | 5  | 5  | 5  | 6  | 7  | 10 | 10 | 8  | 9  |
| Deportes Antofagasta      | 12 | 12 | 11 | 11 | 9  | 8  | 8  | 6  | 7  | 5  | 5  | 7  | 8  | 10 | 10 |
| San Luis de Quillota      | 7  | 8  | 7  | 7  | 7  | 9  | 9  | 10 | 10 | 11 | 13 | 11 | 11 | 11 | 11 |
| Universidad de Concepción | 10 | 11 | 10 | 9  | 10 | 10 | 12 | 11 | 11 | 10 | 11 | 12 | 12 | 12 | 12 |
| Curicó Unido              | 16 | 16 | 16 | 16 | 16 | 16 | 14 | 16 | 15 | 16 | 14 | 16 | 14 | 14 | 13 |
| Huachipato                | 13 | 13 | 13 | 13 | 13 | 13 | 13 | 13 | 13 | 13 | 12 | 13 | 13 | 13 | 14 |
| Palestino                 | 14 | 14 | 14 | 14 | 14 | 14 | 15 | 14 | 14 | 14 | 15 | 14 | 15 | 15 | 15 |
| Santiago Wanderers        | 15 | 15 | 15 | 15 | 15 | 15 | 16 | 15 | 16 | 15 | 16 | 15 | 16 | 16 | 16 |

## Cuadro de Promoción
|  | Semifinal           | Semifinal | Semifinal | Semifinal |  |  | Final                | Final | Final |       |
|  |                     |           |           |           |  |  |                      |       |       |       |
|  |                     |           |           |           |  |  |                      |       |       |       |
|  | San Marcos de Arica | 1         | 0         | 1         |  |  |                      |       |       |       |
|  | Unión La Calera     | 0         | 2         | 2         |  |  |                      |       |       |       |
|  |                     |           |           |           |  |  |                      |       |       |       |
|  |                     |           |           |           |  |  | Unión La Calera (p.) | 0     | 1     | 1 (5) |
|  |                     |           |           |           |  |  | Santiago Wanderers   | 1     | 0     | 1 (4) |
|  |                     |           |           |           |  |  |                      |       |       |       |

## Resultados de Promoción
El equipo que termine en el último lugar de la tabla de promedio de la Primera División, tendrá que jugar la permanencia en la categoría, frente a Unión La Calera, campeón del Torneo de Transición Loto 2017, y ganador de la llave de Semifinales.

### Semifinal
|  | San Marcos de Arica | 1-0 | Unión La Calera |  | Carlos Dittborn | Christian Rojas | 24 de noviembre | 22:00 | CDF HD |

|  | Unión La Calera | 2-0 | San Marcos de Arica |  | Lucio Fariña Fernández | Eduardo Gamboa | 5 de diciembre | 20:00 | CDF HD |

### Final
|  | Unión La Calera | 0-1 | Santiago Wanderers |  | Lucio Fariña Fernández | Eduardo Gamboa | 14 de diciembre | 19:00 | CDF HD |

|  | Santiago Wanderers | 0-1 (4:5 p.) | Unión La Calera |  | Elías Figueroa Brander | Jorge Osorio | 21 de diciembre | 19:00 | CDF HD |

## Estadísticas
Fecha de actualización: 10 de diciembre de 2017
| Top 10            | Top 10                    | Top 10 |
| ----------------- | ------------------------- | ------ |
| Jugador           | Equipo                    | Goles  |
| Bryan Carrasco    | Audax Italiano            | 10     |
| Roberto Gutiérrez | Palestino                 | 8      |
| Hugo Droguett     | Universidad de Concepción | 8      |
| Juan Cuevas       | Everton                   | 7      |
| Patricio Rubio    | Everton                   | 7      |
| Jean Paul Pineda  | Santiago Wanderers        | 7      |
| Mauricio Pinilla  | Universidad de Chile      | 7      |
| Esteban Paredes   | Colo-Colo                 | 6      |
| Jaime Valdés      | Colo-Colo                 | 6      |
| Cris Martínez     | Deportes Temuco           | 6      |

| Tabla de goleadores completa | Tabla de goleadores completa | Tabla de goleadores completa |
| ---------------------------- | ---------------------------- | ---------------------------- |
| Jugador                      | Equipo                       | Goles                        |
| Octavio Rivero               | Colo-Colo                    | 5                            |
| Alfredo Ábalos               | Curicó Unido                 | 5                            |
| Pablo Calandria              | O'Higgins                    | 5                            |
| Mauro Caballero              | San Luis                     | 5                            |
| Sebastián Ubilla             | Universidad de Chile         | 5                            |
| Sergio Santos                | Audax Italiano               | 4                            |
| Óscar Opazo                  | Colo-Colo                    | 4                            |
| Flavio Ciampichetti          | Deportes Antofagasta         | 4                            |
| Iván Ochoa                   | Everton                      | 4                            |
| Jorge Ortega                 | Huachipato                   | 4                            |
| Gustavo Canales              | Unión Española               | 4                            |
| Diego Buonanotte             | Universidad Católica         | 4                            |
| José Pedro Fuenzalida        | Universidad Católica         | 4                            |
| Iván Morales                 | Colo-Colo                    | 3                            |
| Bryan Carvallo               | Deportes Antofagasta         | 3                            |
| Sebastián Pinto              | Palestino                    | 3                            |
| César Cortés                 | Santiago Wanderers           | 3                            |
| Pablo Aránguiz               | Unión Española               | 3                            |
| Sebastián Jaime              | Unión Española               | 3                            |
| Gustavo Lorenzetti           | Universidad de Chile         | 3                            |
| David Pizarro                | Universidad de Chile         | 3                            |
| Joe Abrigo                   | Audax Italiano               | 2                            |
| Nicolás Orellana             | Colo-Colo                    | 2                            |
| Jorge Valdivia               | Colo-Colo                    | 2                            |
| Nelson Rebolledo             | Curicó Unido                 | 2                            |
| Mario Briceño                | Deportes Antofagasta         | 2                            |
| Jason Flores                 | Deportes Antofagasta         | 2                            |
| Manuel Villalobos            | Deportes Iquique             | 2                            |
| Matías Donoso                | Deportes Temuco              | 2                            |
| Rubén Farfán                 | Deportes Temuco              | 2                            |
| Óscar Salinas                | Everton                      | 2                            |
| Valber Huerta                | Huachipato                   | 2                            |
| Yeferson Soteldo             | Huachipato                   | 2                            |
| César Valenzuela             | Huachipato                   | 2                            |
| Joel Acosta                  | O'Higgins                    | 2                            |
| Gustavo Gotti                | O'Higgins                    | 2                            |
| Alejandro Márquez            | O'Higgins                    | 2                            |
| Matías Sepúlveda             | O'Higgins                    | 2                            |
| Fabián Ahumada               | Palestino                    | 2                            |
| Enzo Gutiérrez               | Santiago Wanderers           | 2                            |
| Luciano Aued                 | Universidad Católica         | 2                            |
| Ronald de la Fuente          | Universidad de Concepción    | 2                            |
| Fernando Manríquez           | Universidad de Concepción    | 2                            |
| Jean Meneses                 | Universidad de Concepción    | 2                            |
| Matías Campos Toro           | Audax Italiano               | 1                            |
| Fernando Cornejo             | Audax Italiano               | 1                            |
| Jorge Faúndez                | Audax Italiano               | 1                            |
| Manuel Fernández             | Audax Italiano               | 1                            |
| Juan Leiva                   | Audax Italiano               | 1                            |
| Ariel Martínez               | Audax Italiano               | 1                            |
| Julio Barroso                | Colo-Colo                    | 1                            |
| Fernando Meza                | Colo-Colo                    | 1                            |
| Carlos Villanueva            | Colo-Colo                    | 1                            |
| Matías Zaldivia              | Colo-Colo                    | 1                            |
| Diego Alvarado               | Curicó Unido                 | 1                            |
| Eric Godoy                   | Curicó Unido                 | 1                            |
| Rodrigo Riquelme             | Curicó Unido                 | 1                            |
| Gary Tello                   | Curicó Unido                 | 1                            |
| Tomás Astaburuaga            | Deportes Antofagasta         | 1                            |
| Augusto Barrios              | Deportes Antofagasta         | 1                            |
| Bruno Romo                   | Deportes Antofagasta         | 1                            |
| Diego Bielkiewicz            | Deportes Iquique             | 1                            |
| Gonzalo Bustamante           | Deportes Iquique             | 1                            |
| Leonardo Espinoza            | Deportes Iquique             | 1                            |
| Alan Moreno                  | Deportes Iquique             | 1                            |
| Jonathan Rebolledo           | Deportes Iquique             | 1                            |
| Diego Torres                 | Deportes Iquique             | 1                            |
| Miguel Aceval                | Deportes Temuco              | 1                            |
| Lucas Campana                | Deportes Temuco              | 1                            |
| Luis Casanova                | Deportes Temuco              | 1                            |
| Diego Díaz                   | Deportes Temuco              | 1                            |
| Mathías Riquero              | Deportes Temuco              | 1                            |
| Raúl Becerra                 | Everton                      | 1                            |
| Lucas Mugni                  | Everton                      | 1                            |
| Francisco Eduardo Venegas    | Everton                      | 1                            |
| Mateo Zoch                   | Huachipato                   | 1                            |
| Martín Rolle                 | O'Higgins                    | 1                            |
| Franz Schultz                | O'Higgins                    | 1                            |
| Felipe Barrientos            | Palestino                    | 1                            |
| Fabián Carmona               | Palestino                    | 1                            |
| Roberto Cereceda             | Palestino                    | 1                            |
| Julián Fernández             | Palestino                    | 1                            |
| Marcos González              | Palestino                    | 1                            |
| Álvaro Césped                | San Luis                     | 1                            |
| Gabriel Díaz                 | San Luis                     | 1                            |
| Ronald Escobar               | San Luis                     | 1                            |
| Ronald González              | San Luis                     | 1                            |
| Ignacio Lara                 | San Luis                     | 1                            |
| Braulio Leal                 | San Luis                     | 1                            |
| Weiner Riascos               | San Luis                     | 1                            |
| Bryan Taiva                  | San Luis                     | 1                            |
| Daniel Vicencio              | San Luis                     | 1                            |
| Matías Fernández             | Santiago Wanderers           | 1                            |
| Mario López                  | Santiago Wanderers           | 1                            |
| Marco Medel                  | Santiago Wanderers           | 1                            |
| Juan Pablo Gómez             | Unión Española               | 1                            |
| Ramiro González              | Unión Española               | 1                            |
| Carlos Muñoz                 | Unión Española               | 1                            |
| César Pinares                | Unión Española               | 1                            |
| Israel Poblete               | Unión Española               | 1                            |
| José Luis Sierra             | Unión Española               | 1                            |
| Cristián Álvarez             | Universidad Católica         | 1                            |
| Fernando Cordero             | Universidad Católica         | 1                            |
| David Henríquez              | Universidad Católica         | 1                            |
| Benjamín Kuscevic            | Universidad Católica         | 1                            |
| José Luis Muñoz              | Universidad Católica         | 1                            |
| Santiago Silva               | Universidad Católica         | 1                            |
| Jeisson Vargas               | Universidad Católica         | 1                            |
| Alejandro Contreras          | Universidad de Chile         | 1                            |
| Felipe Seymour               | Universidad de Chile         | 1                            |
| Jonathan Zacaría             | Universidad de Chile         | 1                            |
| José Huentelaf               | Universidad de Concepción    | 1                            |
| Francisco Portillo           | Universidad de Concepción    | 1                            |

     Máximo goleador del torneo.

### Autogoles
| Lista             | Lista                     | Lista                             | Lista |
| ----------------- | ------------------------- | --------------------------------- | ----- |
| Jugador           | Equipo                    | Favorecido                        | Goles |
| Francisco Alarcón | Universidad de Concepción | Santiago Wanderers Unión Española | 2     |
| Claudio Baeza     | Colo-Colo                 | Unión Española                    | 1     |
| Ignacio González  | San Luis                  | Everton                           | 1     |
| Valber Huerta     | Huachipato                | Audax Italiano                    | 1     |
| Ezequiel Luna     | Santiago Wanderers        | Audax Italiano                    | 1     |
| Hans Salinas      | Deportes Iquique          | Colo-Colo                         | 1     |
| Bastián San Juan  | O'Higgins                 | San Luis                          | 1     |

## Equipo ideal
El 11 ideal del Torneo de Transición 2017.
| Posición            | Jugador          | Equipo               |
| ------------------- | ---------------- | -------------------- |
| Arquero             | Agustín Orión    | Colo-Colo            |
| Lateral derecho     | Juan Pablo Gómez | Unión Española       |
| Central derecho     | Matías Zaldivia  | Colo-Colo            |
| Central izquierdo   | Manuel Fernández | Audax Italiano       |
| Lateral izquierdo   | Diego Sosa       | Unión Española       |
| Volante derecho     | Bryan Carvallo   | Deportes Antofagasta |
| Volante central     | Iván Ochoa       | Everton              |
| Volante izquierdo   | Jaime Valdés     | Colo-Colo            |
| Delantero derecho   | Bryan Carrasco   | Audax Italiano       |
| Delantero centro    | Esteban Paredes  | Colo-Colo            |
| Delantero izquierdo | Juan Cuevas      | Everton              |

### Otras distinciones del Torneo de Transición 2017
Mejor Extranjero en Chile
- Yeferson Soteldo (Huachipato)

Mejor Director Técnico Primera División
- Hugo Vilches (Audax Italiano)

Mejor Jugador Campeonato Scotiabank de Primera División
- Esteban Paredes (Colo-Colo)

## Datos y más estadísticas

### Récords de goles
- Primer gol del torneo: anotado por Mauro Caballero, por San Luis ante Huachipato (28 de julio).
- Último gol del torneo: anotado por Alfredo Ábalos, por Curicó Unido ante O'Higgins (10 de diciembre).
- Gol más rápido: anotado en el segundo 16 por Ariel Martínez en el Universidad de Chile 0 - 3 Audax Italiano (Fecha 13).
- Gol más cercano al final del encuentro: anotado en el minuto 94 por José Luis Sierra Cabrera en el Audax Italiano 0 - 2 Unión Española (Fecha 14).
- Mayor número de goles marcados en un partido: 7 goles.
  - Colo-Colo 5 - 2 Unión Española. (Fecha 12).
- Mayor victoria de local:
  - Everton 4 - 0 San Luis. (Fecha 2).
  - Palestino 4 - 0 Unión Española. (Fecha 9).
- Mayor victoria de visita:
  - Deportes Iquique 0 - 4 Universidad de Concepción. (Fecha 8).

### Rachas de equipos
- Racha más larga de victorias: de 5 partidos.
  - Unión Española (Fecha 2 – 6).
- Racha más larga de partidos sin recibir goles: de 8 partidos.
  - Unión Española (Fecha 1 – 8).
- Racha más larga de partidos sin perder: de 10 partidos.
  - Deportes Temuco (Fecha 6 – 15).
- Racha más larga de derrotas: de 7 partidos.
  - Deportes Iquique (Fecha 7 – 13).
- Racha más larga de partidos sin ganar: de 10 partidos.
  - Deportes Iquique (Fecha 4 – 13).
- Racha más larga de partidos empatados: de 5 partidos.
  - Santiago Wanderers (Fecha 1 – 5).

## Minutos jugados por juveniles
- El reglamento del Campeonato Nacional Transición 2017 de la Primera División Temporada 2017, señala en su artículo 34 inciso 4, que “en todos los partidos del campeonato, deberán incluir en la planilla de juego, a lo menos dos jugadores chilenos, nacidos a partir del 01 de enero de 1997”. Esta obligación, también se extiende a la Copa Chile MTS y a los torneos de la Primera B y la Segunda División Profesional.
- En la sumatoria de todos los partidos del campeonato nacional, cada club deberá hacer jugar a lo menos, el equivalente al cincuenta por ciento (50%), de los minutos que dispute el club en el respectivo campeonato, sean estos de fase regular o postemporada a jugadores chilenos, nacidos a partir del 1 de enero de 1997. Para los efectos de la sumatoria, el límite a contabilizar por partido será de 90 minutos, según lo que consigne el árbitro en su planilla de juego”, apunta el reglamento. O sea, durante 675 minutos del certamen, los DT deberán tener en cancha a un juvenil.
- En el caso de cumplimiento entre el 45,1 % al 49,9 % de los minutos, la sanción será la pérdida de tres puntos más una multa de 500 UF, descontándose de la tabla de la fase regular del respectivo campeonato. Si el cumplimiento de los minutos alcanza entre el 40,1 al 45 % de los minutos, el descuento será de seis puntos de pérdida y si el cumplimiento alcanza al 40 % o menos de los minutos, el descuento será de nueve puntos.

| Audax Italiano                              | 675 | 626 | 49  | 92.74%  |
| Colo-Colo                                   | 675 | 855 | 0   | 122.23% |
| Curicó Unido                                | 675 | 612 | 63  | 90.63%  |
| Deportes Antofagasta                        | 675 | 930 | 0   | 137.78% |
| Deportes Iquique                            | 675 | 643 | 32  | 95.26%  |
| Deportes Temuco                             | 675 | 820 | 0   | 121.49% |
| Everton                                     | 675 | 875 | 0   | 129.63% |
| Huachipato                                  | 675 | 665 | 10  | 98.52%  |
| O'Higgins                                   | 675 | 901 | 0   | 133.49% |
| Palestino                                   | 675 | 771 | 0   | 114.23% |
| San Luis                                    | 675 | 560 | 115 | 82.96%  |
| Santiago Wanderers                          | 675 | 637 | 38  | 94.37%  |
| Unión Española                              | 675 | 785 | 0   | 131.12% |
| Universidad Católica                        | 675 | 750 | 0   | 111.12% |
| Universidad de Chile                        | 675 | 709 | 0   | 105.03% |
| Universidad de Concepción                   | 675 | 511 | 164 | 75.70%  |
| Última actualización: 29 de octubre de 2017 |     |     |     |         |

     Cumplieron con el reglamento.

     No cumplieron con el reglamento. Incurre en la pérdida de 3 puntos, más una multa de 500 UF.

## Asistencia en los estadios
Fecha de actualización: 9 de diciembre de 2017

### 20 partidos con mejor asistencia
| Fecha             | Estadio                          | Ciudad/Comuna   | Local                | Visita                    | Público |
| ----------------- | -------------------------------- | --------------- | -------------------- | ------------------------- | ------- |
| 11                | Nacional Julio Martínez Pradanos | Ñuñoa, Santiago | Universidad de Chile | Universidad Católica      | 42.333  |
| 5                 | Monumental                       | Macul, Santiago | Colo-Colo            | Universidad de Chile      | 40.020  |
| 12                | Monumental                       | Macul, Santiago | Colo-Colo            | Unión Española            | 39.847  |
| 9                 | Monumental                       | Macul, Santiago | Colo-Colo            | Santiago Wanderers        | 38.400  |
| 14                | Monumental                       | Macul, Santiago | Colo-Colo            | Curicó Unido              | 38.325  |
| 13                | Nacional Julio Martínez Pradanos | Ñuñoa, Santiago | Universidad de Chile | Audax Italiano            | 37.351  |
| 4                 | Nacional Julio Martínez Pradanos | Ñuñoa, Santiago | Universidad de Chile | Huachipato                | 36.899  |
| 7                 | Nacional Julio Martínez Pradanos | Ñuñoa, Santiago | Universidad de Chile | Everton                   | 35.019  |
| 2                 | Nacional Julio Martínez Pradanos | Ñuñoa, Santiago | Universidad de Chile | Deportes Temuco           | 33.899  |
| 15                | Nacional Julio Martínez Pradanos | Ñuñoa, Santiago | Universidad de Chile | Deportes Iquique          | 28.132  |
| 7                 | Monumental                       | Macul, Santiago | Colo-Colo            | San Luis                  | 26.136  |
| 15                | Ester Roa Rebolledo              | Concepción      | Huachipato           | Colo-Colo                 | 26.052  |
| 6                 | Nacional Julio Martínez Pradanos | Ñuñoa, Santiago | Universidad de Chile | O'Higgins                 | 25.162  |
| 10                | Nacional Julio Martínez Pradanos | Ñuñoa, Santiago | Universidad de Chile | Palestino                 | 22.024  |
| 1                 | Monumental                       | Macul, Santiago | Colo-Colo            | Deportes Antofagasta      | 21.985  |
| 4                 | Monumental                       | Macul, Santiago | Colo-Colo            | Universidad de Concepción | 17.432  |
| 11                | Germán Becker                    | Temuco          | Deportes Temuco      | Colo-Colo                 | 14.611  |
| Liguilla Descenso | Elías Figueroa Brander           | Valparaíso      | Santiago Wanderers   | Unión La Calera           | 13.484  |
| 10                | Elías Figueroa Brander           | Valparaíso      | Santiago Wanderers   | Everton                   | 10.815  |
| 7                 | Germán Becker                    | Temuco          | Deportes Temuco      | Universidad Católica      | 10.651  |

### Promedio de asistencia por clubes
| #  | Club                      | Promedio | Partidos de local | Estadio |
| -- | ------------------------- | -------- | ----------------- | --- |
| 1  | Universidad de Chile      | 32.602   | 8                 | Nacional Julio Martínez Prádanos (Ñuñoa, Gran Santiago)                                                                  |
| 2  | Colo-Colo                 | 31.735   | 7                 | Monumental (Macul, Gran Santiago)                                                                                        |
| 3  | Santiago Wanderers        | 9.045    | 7                 | Elías Figueroa Brander (Valparaíso)                                                                                      |
| 4  | Deportes Temuco           | 7.323    | 8                 | Germán Becker (Temuco)                                                                                                   |
| 5  | Universidad Católica      | 7.265    | 7                 | San Carlos de Apoquindo (Las Condes, Gran Santiago)                                                                      |
| 6  | Everton                   | 6.573    | 7                 | Sausalito (Viña del Mar)                                                                                                 |
| 7  | Unión Española            | 5.992    | 7                 | Santa Laura (Independencia, Gran Santiago)                                                                               |
| 8  | O'Higgins                 | 5.635    | 8                 | El Teniente (Rancagua)                                                                                                   |
| 9  | Huachipato                | 4.735    | 7                 | Huachipato-CAP Acero (Talcahuano) (6 partidos) Ester Roa Rebolledo (Concepción) (1 partido)                              |
| 10 | Deportes Antofagasta      | 3.815    | 8                 | Calvo y Bascuñán (Antofagasta)                                                                                           |
| 11 | Curicó Unido              | 3.360    | 8                 | La Granja (Curicó) |
| 12 | Audax Italiano            | 2.862    | 8                 | Bicentenario de La Florida (La Florida, Gran Santiago)                                                                   |
| 13 | Palestino                 | 2.655    | 8                 | La Cisterna (La Cisterna, Gran Santiago) (7 partidos) Bicentenario de La Florida (La Florida, Gran Santiago) (1 partido) |
| 14 | San Luis                  | 2.667    | 7                 | Lucio Fariña Fernández (Quillota)                                                                                        |
| 15 | Universidad de Concepción | 2.473    | 8                 | Ester Roa Rebolledo (Concepción)                                                                                         |
| 16 | Deportes Iquique          | 1.823    | 7                 | Cavancha (Iquique) |